# باراتسی
باراتسی (به بلغاری: Baratsi) یک منطقهٔ مسکونی در بلغارستان است که در شهرستان کروموفگراد واقع شده‌است.